# (7587) Weckmann
(7587) Weckmann ist ein Asteroid des inneren Hauptgürtels, der am 2. Februar 1992 vom belgischen Astronomen Eric Walter Elst am La-Silla-Observatorium (IAU-Code 809) der Europäischen Südsternwarte in Chile entdeckt wurde.
Der Asteroid wurde zu Ehren des deutschen Organisten und Komponisten Matthias Weckmann (1616–1674) benannt, der 1660 mit führenden Musikern der Stadt und mit Unterstützung einflussreicher Bürger das Hamburger Collegium musicum gründete.